# 璞石閣出張所
璞石閣出張所籌設成立於1900年4月，為台灣日治時期台灣總督府經營台灣東部相當重要的指標。位於今花蓮縣玉里鎮的該官署，象徵日本統治者宣示台灣花蓮南境一帶的主權及治權，也表示日本經營台灣原住民事務態度從圍堵消極改為積極。翌年，璞石閣出張所改制為璞石閣支廳。1917年更名為玉里支廳，1937年改為玉里郡。